# 大花卫矛
大花卫矛（学名：Euonymus grandiflorus）为卫矛科卫矛属的植物。分布于印度以及中国大陆的云南、湖南、陕西、贵州、四川、甘肃、湖北等地，生长于海拔260米至3,500米的地区，常生于山地丛林、溪边或河谷，目前尚未由人工引种栽培。
其种加词“Grandiflorus”意为“大花的”。

## 别名
黑杜仲、金丝杜仲、火鸡果

## 异名
- Euonymus grandiflorus Wall. ex Roxb. f. longipedunculatus C. Y. Chang
- Euonymus grandiflorus Wall. ex Roxb. f. salicifolius (Loesen.) Stapf et Ball.
- Euonymus salicifolius Stapf et Ball.